# Бик ајкула
Бик ајкула или замбези ајкула(лат. Carcharhinus leucas) је врста ајкуле из породице Кархариниде (Carcharhinidae).

## Опис
Бик ајкула може бити дуга до 3 m и тешка до 180 kg. Уста су јој велика, наоружана тестерастим зубима. Иако има мале очи за ајкулу, веома добро види.

## Начин живота
Мирно плива у води, да би онда извела хитар напад на било шта што јој се учини као плен, макар то били и мањи чамци. Напада и крупне копнене животиње које уђу у воду, а опасна је и по човека.

## Ареал
Већи део живота или чак цео живот проводи у слатким водама (које су географски потпуно раздвојене), неретко уопште не улазећи у мора.
Мањи примерци (до 1 m) су проналажени у Кариба кањону (Замбези), реци Руења и на ушћу Рунде.
Распростире се у целом западном Атлантском океану од Њујорка до Бразила, као и дуж источне обале Африке, а слатководни примерци се налазе у језерима Гватемале и Никарагве. Примећена је у Амазону код Икитоса у Перуу.